# Къща музей „Баба Тонка“
Къща музей „Баба Тонка“ e исторически музей в град Русе, посветен на революционерката Тонка Обретенова, открит на 2 юни 1958 г.
Къщата е построена в периода 1907 – 1908 година и е била собственост на сина ѝ Никола Обретенов. Експозицията в нея е открита през 1958 г. Освен революционната дейност на националната героиня и нейното семейство в музея е представен и целият процес в Русе и Русенския край през XVIII – XIX в. по време на Възраждането. Експозицията на музея вкючва снимков материал и описания, целящи да запознават посетителите със стария Русчук, с неговото бурно икономическо, културно и военно развитие през XVIII и 70-те години на XIX в. В приземието на къщата е пресъздадена килия от Русенския затвор, а сред най-ценните експонати е съхраненият череп на войводата Стефан Караджа.
Музеят с неговите експозиции е закрит през 1992 г. Следва ново откриване на 3 март 2015 г. Основните теми, представени тук, са Баба Тонка и нейното семейство и дейностите на Ботевата чета, четатата на Панайот Хитов и Филип Тотю, на Хаджи Димитър и Стефан Караджа, Русенския революционен комитет, Червеноводската чета през 1875 г. и Народно читалище „Зора“.